# 李復言
李復言（?—?），名諒，字復言。陇西（今属甘肃）人。
唐顺宗时，王叔文荐为谏官，元和时，任彭城令。历任苏州刺史、汝州刺史、泗州刺史等职。太和四年（830年）遊巴蜀，与沈田談天，又與白居易友善，有诗倡和。開成五年（840年）应举时，投省卷於李景讓，被斥“事非经济、动涉虚妄”。著有《續玄怪錄》五卷，有名篇《杜子春》、《定婚店》、《辛公平上仙記》等。
李復言生平殊難定論，一說李復言與李諒實為兩人。卞孝萱說李諒即李復言，是貞元十六年（800年）進士，有《杭越寄和诗集》，官至岭南节度使。陳寅恪認為李復言是唐文宗開成五年（840年）進士。

## 延伸阅读
[在维基数据编辑]
 《舊唐書/卷150》，出自刘昫《舊唐書》